# Strandoogstmuis
De Amerikaanse oogstmuis of strandoogstmuis (Reithrodontomys raviventris)  is een zoogdier uit de familie van de Cricetidae. De wetenschappelijke naam van de soort werd voor het eerst geldig gepubliceerd door Dixon in 1908.

## Kenmerken
Deze muis heeft grote oren en een lange, dunne, geschubde en tevens behaarde staart. De lichaamslengte bedraagt 7 tot 7,5 cm, de staartlengte 4,5 tot 11,5 cm en het gewicht 6 tot 20 gram.

## Leefwijze
Zijn voedsel bestaat uit zaden, malse scheuten, maar ook insecten. Hij bouwt stevige bovengrondse zomernesten van gras in een struik of in het onderhout . In de winter zoekt het dier een verlaten hol of gang op van een ander knaagdier, om te overwinteren.

## Verspreiding
Deze solitaire soort komt voor in de nabijheid van moerassen en stilstaande wateren in de westelijke VS, in de omgeving van San Francisco Bay.